# Суперкубок Північної Ірландії з футболу 1998
Суперкубок Північної Ірландії з футболу 1998  — 4-й розіграш турніру. Матч відбувся 8 серпня 1998 року між чемпіоном Північної Ірландії клубом Кліфтонвілл та володарем кубку Північної Ірландії клубом Гленторан.
| Володар Суперкубка Північної Ірландії 1998 |
| ------------------------------------------ |
|                                            |
| Кліфтонвілль Перший титул                  |

## Матч

### Деталі
| 8 серпня 1998 |

| Кліфтонвілл | 1:0 | Гленторан |
| ----------- | --- | --------- |
|             |     |           |

| Овал, Белфаст Глядачів: 2 000 |